# Andrew Dwyer
Andrew Dwyer (* 4. November 1956) ist ein ehemaliger englischer Squashspieler und heutiger Unternehmer.

## Karriere
Andrew Dwyer war von Ende der 1970er- bis Mitte der 1980er-Jahre als Squashspieler aktiv.
Mit der britischen Nationalmannschaft nahm er 1979 an der Weltmeisterschaft teil und wurde mit ihr Weltmeister. Im Endspiel gegen Pakistan blieb er ohne Einsatz. Bei Europameisterschaften wurde er mit der englischen Nationalmannschaft 1979, 1981 und 1982 Europameister. Zwischen 1981 und 1984 stand er ein dreimal im Hauptfeld der Einzelweltmeisterschaft. 1981 gelang ihm das einzige Mal der Einzug in die zweite Runde, wo er Maqsood Ahmed in fünf Sätzen unterlag.
1993 war er Mitgründer des Beratungsunternehmens TSW Consulting. Seit 2006 ist er CEO bei brandRapport, einem weiteren Beratungsunternehmen.

## Erfolge
- Weltmeister mit der Mannschaft: 1979
- Europameister mit der Mannschaft: 3 Titel (1979, 1981, 1982)